# Amber Rae Giroux

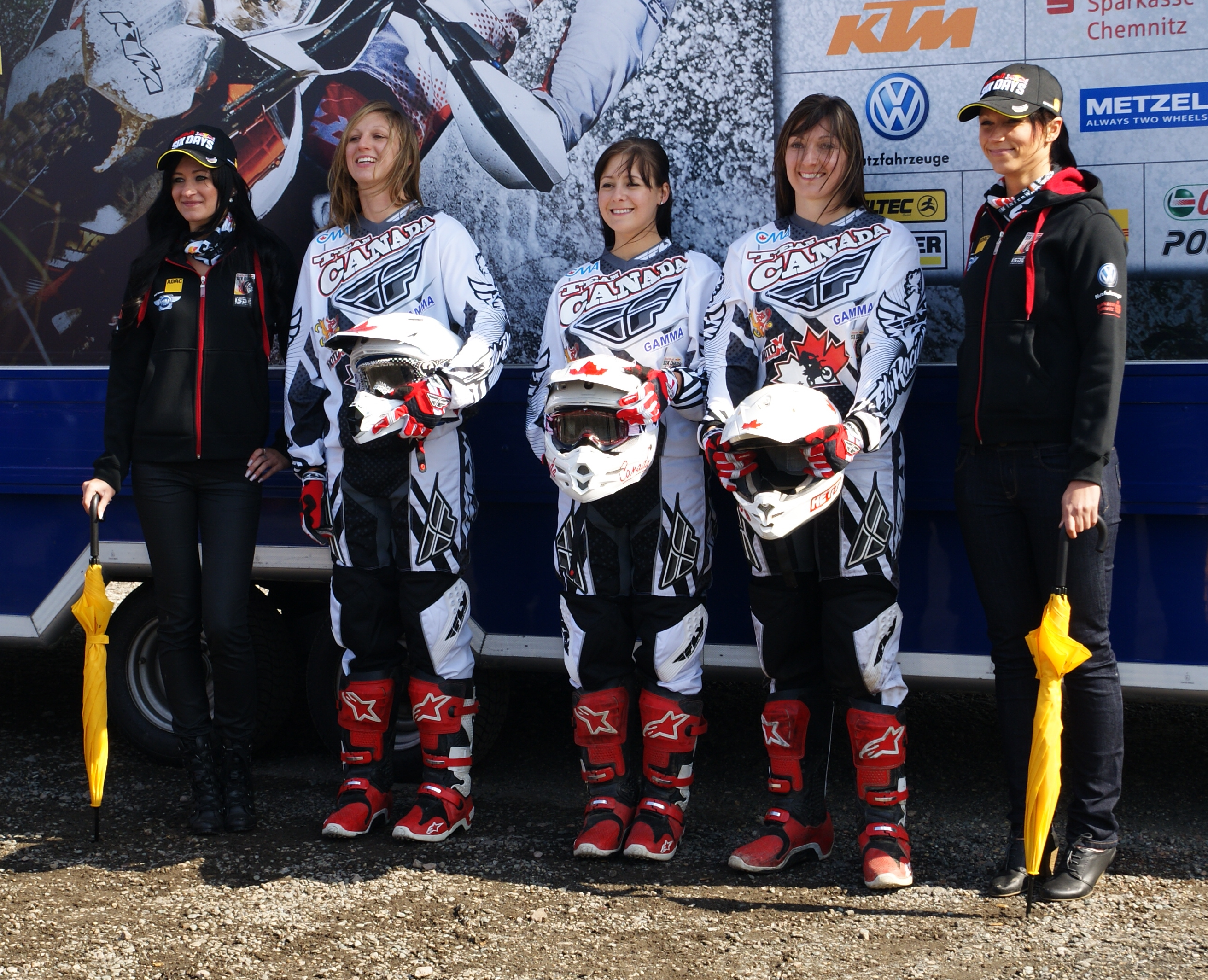
Das kanadische Six-DaysTeam 2012 mit Almeda Rive, Amber Rae Giroux und Victoria Hett (von links nach rechts)

Amber Rae Giroux (* 25. Dezember 1986) ist eine kanadische Endurosportlerin und Motocrosserin. 2012 war sie Mitglied der kanadischen Frauen-Nationalmannschaft bei der 87. Internationalen Sechstagefahrt.

## Karriere
Die aus Saskatchewan stammende Amber Giroux wuchs in einer motorsportbegeisterten Familie auf. So fahren auch zwei ihrer Schwestern und ihre Mutter Motocross-Rennen.
2006 gewann sie das Qualifikationsrennen für die nationale Motocross-Meisterschaft der Frauen. 2008 wurde sie Sechste in der Nationalen Motocross-Meisterschaft und im folgenden Jahr Achte. 2010 wurde Amber Giroux Fünfte in dieser Meisterschaft. Wegen eines aggressiven Wortwechsels mit einem Funktionär der CMRC bei einem Lauf in Walton (Ontario) im August 2010 wurde Amber Giroux für die ersten drei Rennen der Saison 2011 gesperrt.
2011 wechselte sie zu KTM und fuhr neben Motocross-Rennen vor allem Enduro- und Cross-Country-Rennen. 2012 war sie Mitglied der kanadischen Frauen-Nationalmannschaft bei der 87. Internationalen Sechstagefahrt. Sie schied am dritten Tag mit einer Verletzung aus.